# Anekabeeja
Anekabeeja — рід грибів родини Sporormiaceae. Назва вперше опублікована 1992 року.

## Класифікація
До роду Anekabeeja відносять 1 вид:
- Anekabeeja lignicola